# Cá dao châu Phi
Cá dao châu Phi (danh pháp hai phần: Xenomystus nigri) là một loài cá trong chi Xenomystus của họ Notopteridae.

## Mô tả
Loài cá này sinh sống ở các lưu vực sông ven biển ở Sierra Leone, Liberia, Togo, Bénin và Cameroon cũng như ở các lưu vực Tchad, sông Nin, sông Congo và sông Niger. Con trưởng thành dài 30 cm.

## Hình ảnh

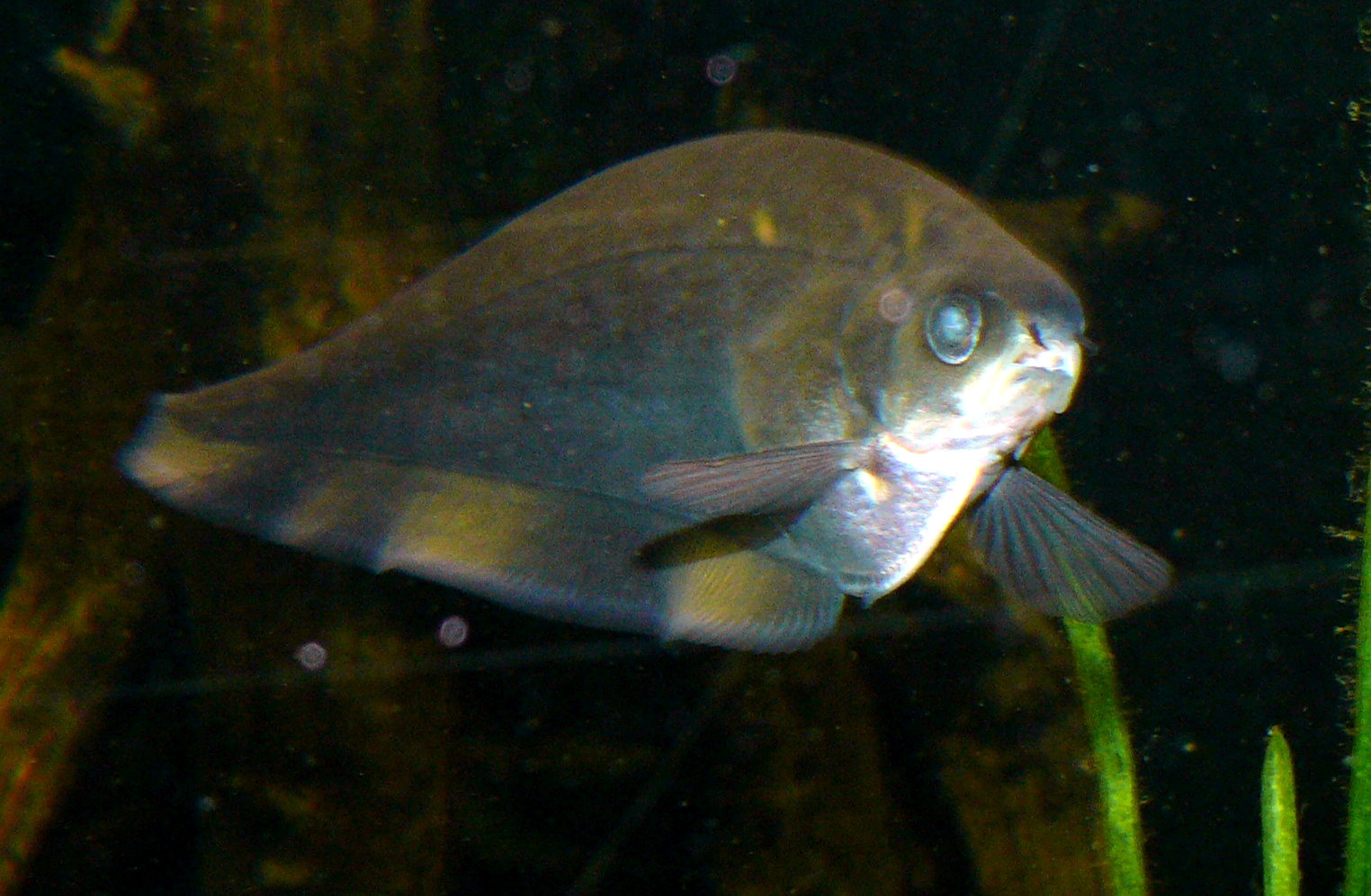
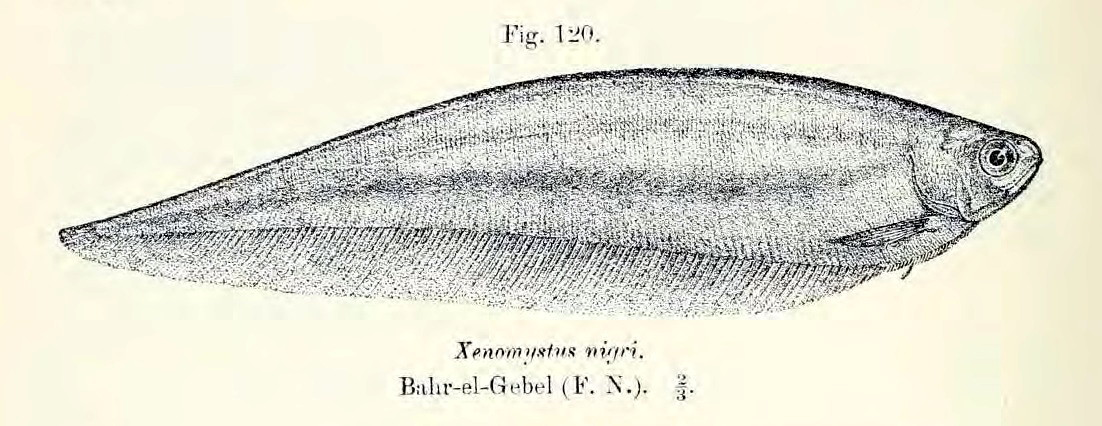